# Hernán Rivera Letelier
Hernán Rivera Letelier (ur. 11 lipca 1950 w Talca), chilijski pisarz, poeta i prozaik.
Do 11 roku mieszkał w górniczym miasteczku Algorta. Po zamknięciu kopalni saletry jego rodzina przeniosła Antofagasty, gdzie wkrótce zmarła matka pisarza. Po jej śmierci rodzina się rozpadła, Rivera Letelier pozostał w mieście, gdzie pracował m.in. jako sprzedawca gazet i goniec. W wieku 19 lat rozpoczął wędrówkę po Chile i innych krajach Ameryki Południowej (Peru, Boliwia, Ekwador i Argentyna). Do ojczyzny wrócił w 1973 i pracował w kampaniach górniczych. Równocześnie uczył się w szkole wieczorowej.
Debiutował w 1988 zbiorem wierszy Poemas y pomadas. Dwa lata później opublikował pierwszy tom opowiadań, w 1994 okazała się jego pierwsza powieść La reina Isabel cantaba rancheras. Akcja jego książek często rozgrywa się w północnym Chile, na pustyni Atacama w realiach kopalnianych miasteczek. Identycznie jest w przypadku utworów przetłumaczonych na język polski. Bohaterką Opowiadaczki filmów jest mała dziewczynka, centralna postacią Sztuki wskrzeszania jest samozwańczy prorok nazywany Chrystusem z Elqui. Twórczość Chilijczyka była nagradzana, jest m.in. laureatem Premio Alfaguara.

## Polskie przekłady
- Opowiadaczka filmów (La contadora de películas 2009)
- Sztuka wskrzeszania (El arte de la resurrección 2010)